# Srednja Azija
Srednja Azija ali Osrednja Azija, pogosto imenovana tudi Centralna Azija (rusko Centralnaja Azija) je azijska regija. To geografsko območje je prvi tako poimenoval ruski raziskovalec in popotnik Nikolaj Mihajlovič Prževalski. Geografsko je to zelo veliko območje z zelo raznoliko geografijo. Vključuje visoke planote, visoka gorstva (Tjanšan), suhe puščave (Karakum, Kizilkum, Takla Makan). Število prebivalstva 50.000000 Gobi ter travnate stepe. Suha stepska področja se povezujejo z vzhodnoevropskimi področji in oblikujejo enotno območje, poznano kot evroazijska stepa. Velik del pokrajine v Srednji Aziji je presuh ali preveč kamnit za kmetovanje, zato je tu malo stalnih naselij, prevladujejo občasna prebivališča nomadskih ljudstev, katerih prebivališča so največkrat šotori in jurte. Kljub temu da je tu pretežno suho podnebje, je vseeno nekaj velikih rek, kot so Amu Darja, Sir Darja, reka Hari. Večina vode tukaj je v jezerih kot so Aralsko jezero, Kaspijsko jezero, v nekaterih jezikih imenovano tudi Kaspijsko morje, in Bajkalsko jezero. Zadnja leta je prevelika poraba vode iz Aralskega jezera za kmetijske namene zelo zmanjšala vodostaj in povzročila velike okoljske probleme.

## Politična geografija Srednje Azije
Srednja Azija nima enotne definicije. Politično geografsko jo po splošno sprejeti definiciji sestavlja pet nekdanjih Sovjetskih republik:
- Kazahstan
- Kirgizistan
- Tadžikistan
- Turkmenistan
- Uzbekistan

Po širši definiciji sem prištevajo še nesovjetske države 
- Afganistan
- Mongolija
- Tibet (kitajska avtonomna pokrajina)
- Xinjang (kitajska avtonomna pokrajina)